# آزاده کیان
آزاده کیان (به فرانسوی: Azadeh Kian-Thiébaut) (زادهٔ ۱۹۵۸) استاد ایرانی - فرانسویِ رشتهٔ جامعه‌شناسی و مدیر مرکز مطالعات جنسیتی و فمینیستی در دانشگاه پاریس است. او از سال ۱۹۸۷ تا ۱۹۹۰ استاد جامعه‌شناسی سیاسی در دانشگاه کالیفرنیا بود و در سال ۱۹۹۵ به کادر استادان دانشگاه پاریس ۳ و سپس به دانشگاه پاریس ۸ در پیوست.

## سمت‌ها
- استاد جامعه‌شناسی و رئیس مرکز تحقیقات جنسیتی دانشگاه پاریس هفت
- مسئول فدراسیون ملی تحقیقات جنسیتی در فرانسه

## کتابشناسی
Thiébaut, Azadeh. Les femmes iraniennes entre islam, Etat et famille. Paris: Maisonneuve et Larose, 2002. ISBN 2706816147